# Ейліш Макколган
Ейліш Макколган (англ. Eilish McColgan; нар. 25 листопада 1990) — британська легкоатлетка, яка спеціалізується у бігу на довгі дистанції.
Тренується під керівництвом матері Ліз Макколган, срібної олімпійської призерки-1988 та чемпіонки світу-1991 у бігу на 10000 метрів, та партнера Майкла Ріммера, який представляв Велику Британію у бігу на 800 метрів на трьох Олімпіадах (2008—2016).

## Спортивні досягнення
Учасниця трьох Олімпійських ігор (2012, 2016, 2021). Найкращий результат — 9 місце у фіналі бігу на 10000 метрів (2021).
Срібна призерка чемпіоната Європи у бігу на 5000 метрів (2018) та 10000 метрів (2022).
Бронзова призерка чемпіоната Європи в приміщенні у бігу на 3000 метрів (2017).
Переможниця (2021) та срібна призерка (2019) Кубка Європи з бігу на 10000 метрів у особистому заліку.
Дворазова переможниця Кубка Європи з бігу на 10000 метрів у командному заліку (2019, 2021).
Чемпіонка (у бігу на 10000 метрів) та срібна призерка (у бігу на 5000 метрів) Ігор Співдружності (2022).
Чемпіонка Великої Британії у бігу на 3000 метрів з перешкодами (2012—2014) та 5000 метрів (2019).
Чемпіонка Великої Британії в приміщенні у бігу на 1500 метрів (2018) та 3000 метрів (2017).
Дворазова рекордсменка Європи у шосейному бігу на 10 кілометрів у категорії забігів за участі виключно жінок — 30.52 (2021) та 30.19 (2022).